# River Box
Der River Box ist ein Wasserlauf in Suffolk, England. Er entsteht nordöstlich von Great Waldingfield und fließt in südöstlicher Richtung bis zu seiner Mündung in den River Stour.